# Sheng Lihao
Sheng Lihao (n. 4 decembrie 2004, Zhangjiagang⁠(d), Jiangsu, Republica Populară Chineză) este un trăgător de tir ce a reprezentat Republica Populară Chineză, medaliat olimpic. A participat la 2 ediții ale Jocurilor Olimpice (2020, 2024) în care a câștigat două medalii de aur și o medalie de argint.